# 유창혁
유창혁(劉昌赫, 1966년 4월 25일 ~ )은 대한민국의 바둑 기사이다.

## 이력
1966년에 서울특별시에서 태어났고, 1979년에 어린이 국수전 3연패 학초배 우승하였다. 1984년 입단 이후 신인 대회 수상을 시작으로 세계대회 우승 6회 등 세계대회 그랜드슬램을 달성한 바둑 기사이다.

## 경력
| - 1979년 어린이 국수전 3연패 학초배 우승 - 1983년 최연소 아마국수(대 임동균) - 1984년 세계아마바둑 선수권 준우승 프로바둑 입단 - 1986년 제2기 신인왕전 우승 - 1988년 제6기 대왕전 우승 - 1989년 제1기 기성전 준우승 - 1990년 프로 4단 제2기 기성전 우승 제7기 대왕전 준우승 - 1991년 프로 5단 기성전, 천원전 준우승 - 1992년 왕위전 우승 제왕전 준우승 SBS배 세계바둑최강전 한국 우승 수훈 - 1993년 프로 6단 후지쓰배 우승 왕위전 우승(2연패) 명인전 우승 비씨카드 준우승 제왕전 준우승 진로배 한국 대표 우승 및 수훈 최우수기사상 수상 - 1994년 왕위전 우승(3연패) 천원전 우승 제12기 바둑왕전 준우승 제왕전 준우승 진로배 한국 대표 우승 및 수훈 후지쓰배 준우승 - 1995년 프로 7단 왕위전 우승(4연패) 기왕전 우승 국수전 우승 패왕전 우승 제14기 KBS 바둑왕전 우승 SBS연승전 준우승 진로배 우승시 대표 수훈상 수상 - 1996년 프로 9단 SBS연승전 우승 테크론배 우승 왕위전 준우승 진로배 우승시 대표 삼성화재배 준우승 TV바둑 아시아 선수권 대회 준우승 수훈상 수상 - 1997년 잉창치배 우승 SBS 우승 패왕전 준우승 진로배 우승시 한국 대표 및 수훈 LG배 준우승 - 1998년 배달왕 우승 LG배 준우승 동양증권배 준우승 후지쯔배 3위 - 1999년 후지쓰배 우승 배달왕 우승(2연패) 왕위전 준우승 LG정유배 프로기전 준우승 감투상 수상 | - 2000년 배달왕기전 준우승 삼성화재배 우승 LG배 준우승 - 2001년 춘란배 우승 맥심배 입신연승최강전 우승 제12기 기성전 준우승 제32기 명인전 준우승 제3기 농심배 우승시 한국 대표 및 수훈 - 2002년 LG배 우승 맥심배 입신연승최강전 우승(2연패) 제1회 KTF배 준우승 제15회 후지쓰배 준우승 - 2003년 제2회 CSK배 바둑아시아대항전 한국대표 제2기 KT배 우승. 제34기 명인전 본선 제8기 박카스배 천원전 본선 제16회 후지쓰배 8강 제37기 패왕전 우승 제8회 LG배 16강 제8회 삼성화재배 16강 제5회 춘란배 16강 - 2004년 제23기 KBS 바둑왕전 본선 제38기 왕위전 본선진출 제5회 맥심배 입신최강전 준우승(대 루이) 제9기 LG정유배 본선 16강 2004한국바둑리그 본선(범양건설 주장) 제9기 LG배 8강. 제48기 국수전 본선진출 제17회 후지쓰배 4강 제9회 삼성화재배 32강 제2회 도요타덴소배 16강 - 2005년 제49기 국수전 본선 시드 2005한국바둑리그 출전 제24기 KBS바둑왕전 준우승 제18기 후지쓰배 3위 제10기 박카스배 천원전 16강 제1기 원익배 본선시드 제10회 삼성화재배 8강 제7회 맥심커피배 8강 진출 - 2006년 KB국민은행 2006한국바둑리그 시드 제18회 TV바둑 아시아 선수권대회 본선 - 2007년 KB국민은행 2007한국바둑리그 출전(경북 월드메르디앙) - 2009년 바투인비테이셔널 4강(vs허영호) - 2009년 월드바투리그 듀얼토너먼트 B조 출전 - 2011년 비씨카드배 월드 챔피언십 32강 - 2016 전자랜드 프라이스킹배 한국 바둑의 전설 우승 |

## 국제 기전 성적
| 기전       | 1988 | 1989 | 1990 | 1991 | 1992 | 1993  | 1994   | 1995 | 1996   | 1997   | 1998   | 1999   | 2000 | 2001 | 2002   | 2003 | 2004 | 2005 | 2006  | 2007 | 2008 | 2009 | 2010 | 2011 |
| ---------- | ---- | ---- | ---- | ---- | ---- | ----- | ------ | ---- | ------ | ------ | ------ | ------ | ---- | ---- | ------ | ---- | ---- | ---- | ----- | ---- | ---- | ---- | ---- | ---- |
| 잉씨배     | ×    | -    | -    | -    | 16강 | -     | -      | -    | 우승   | -      | -      | -      | 16강 | -    | -      | -    | 16강 | -    | -     | -    | ×    | -    | -    | -    |
| 후지쯔배   | ×    | ×    | 24강 | 16강 | 24강 | 우승  | 준우승 | 3위  | 16강   | 16강   | 3위    | 우승   | 8강  | 16강 | 준우승 | 8강  | 4강  | 3위  | 16강  | ×    | ×    | ×    | 중지 | -    |
| 동양증권배 | 4강  | 32강 | 32강 | -    | 8강  | 4강   | 16강   | 16강 | -      | 32강   | 준우승 | 중지   | -    | -    | -      | -    | -    | -    | -     | -    | -    | -    | -    | -    |
| 삼성화재배 | -    | -    | -    | -    | -    | -     | -      | -    | 준우승 | 8강    | 32강   | 16강   | 우승 | 16강 | 16강   | 16강 | 32강 | 8강  | 32강  | 8강  | 32강 | ×    | 32강 | ×    |
| LG배       | -    | -    | -    | -    | -    | -     | -      | -    | 준우승 | 준우승 | 16강   | 준우승 | 16강 | 우승 | 16강   | 8강  | 8강  | ×    | ×     | ×    | ×    | ×    | ×    | ×    |
| 춘란배     | -    | -    | -    | -    | -    | -     | -      | -    | -      | -      | 8강    | 16강   | 우승 | -    | 16강   | -    | 16강 | -    | ×     | -    | ×    | -    | ×    | -    |
| 도요타배   | -    | -    | -    | -    | -    | -     | -      | -    | -      | -      | -      | -      | -    | -    | 8강    | -    | 16강 | -    | ×     | -    | ×    | 중지 | -    | -    |
| BC카드배   | -    | -    | -    | -    | -    | -     | -      | -    | -      | -      | -      | -      | -    | -    | -      | -    | -    | -    | -     | -    | -    | -    | 16강 | 32강 |
| TV아시아   | -    | ×    | ×    | ×    | ×    | 1회전 | ×      | ×    | 준우승 | ×      | ×      | ×      | ×    | ×    | ×      | ×    | ×    | ×    | 1회전 | ×    | ×    | ×    | ×    | ×    |
| 농심배     | -    | -    | -    | -    | -    | -     | -      | -    | -      | -      | -      | 0:1    | ×    | 1:1  | 0:1    | ×    | 0:1  | ×    | ×     | ×    | ×    | ×    | ×    | ×    |

## 가족 관계
- 3남 4녀 중 동생 이영호
- 아버지 : 유희범(劉熙範), 어머니 : 추길자(秋吉子)
- 배우자 : (故)김태희 아나운서 사별

```
 배우자 :
```